# Åke och hans värld
Åke och hans värld är en svensk familjefilm från 1984 av Allan Edwall. Filmen bygger på Bertil Malmbergs bok med samma namn från 1924.

## Handling
Sexårige Åke bor tillsammans med sin mamma, pappa som är läkare, storasyster Aja och deras kusin Anne-Marie (som är schizofren) i en svensk småstad under 1920-talet. Åke känner sig ofta osäker och rädd. Åkes bästa vän är den jämnårige Kalle Nubb. Kalles pappa är alkoholist och hans mamma har nyligen dött. Kalle är sjuklig men mycket snäll och omtänksam. Han hjälper Åke att övervinna sin rädsla.

## Rollista
- Martin Lindström – Åke
- Loa Falkman – Åkes pappa
- Gunnel Fred – Åkes mamma
- Katja Blomquist – Åkes syster Aja
- Ulla Sjöblom – Åkes farmor
- Suzanne Ernrup – Anne-Marie
- Björn Gustafson – Bergström
- Alexander Skarsgård – Kalle Nubb
- Stellan Skarsgård –  skomakare Ebenholtz
- Allan Edwall – rektor Godeman
- Elisabeth Lee – fru Godeman
- Raymond Nederström – Kalle Nubbs pappa
- Per Olof Eriksson – farbror Olsson
- Marianne Stjernqvist – tant Olsson
- Ernst Günther – pastorn
- David Boati – Lill-Jonke
- Lena Lindgren – kamfergumman
- Gunnar Bergström – Affe, Kalles storebror
- Carl-Axel Elfving – patienten
- Carl-Ivar Nilsson – man på gården
- Johanna Sandquist – Godemans dotter
- Carl Henrik Widlund – Godemans son
- Louisa Kihlberg – Godemans dotter
- Johan Böös – Godemans son
- Anna Malmqvist – Godemans dotter
- Ingrid Fröberg – sjuksköterskan
- Christine Schjött-Quist – Stina
- Karl Gustav Siik – Anton
- Anna Bergman – sovande flicka

## Tidigare filmatiseringar
År 1959 producerades TV-filmen Åke och hans värld, regisserad av Bengt Lagerkvist.

## Övrigt
Delar av figuren Åke i filmen bildade några år senare underlag för en annan fiktiv figur, Åke Nordin och en sida i FF med Bert om naturvetenskap och teknik fick också heta "Åke och hans värld".